# Биллапс, Том
Том Биллапс (англ. Tom Billups, родился 26 декабря 1964 года в Берлингтоне) — американский регбист, выступавший на позиции хукера, позже тренер. Тренер регбийной команды Калифорнийского университета в Беркли с 2000 года. Тренер сборной США по регби в 2001—2006 годах, тренер сборной США по регби-7 в 2005 году. Член Регбийного зала славы США с 2015 года, лауреат премии Крэйга Суини (2018 год).

## Биография

### Колледж
Учился в колледже Огастана в Иллинойсе, карьеру регбиста начал в 1984 году в команде «Куад Сити Айриш» в Давенпорте. Первым тренером был Сесил Янгблад, посоветовавший ему идти в регби. В 1985 году Биллапс с командой «Куад Сити Айриш» выиграл чемпионат США по регби-7. Параллельно он занимался американским футболом за команду колледжа, играя на позиции лайнмена (ещё со времён учёбы в школе в Бёрлингтоне): выступал в этих соревнованиях осенью, зимой занимался спортивной борьбой, весной играл в регби. Тренером команды по амфуту был Боб Рид. Биллапс окончил колледж по специальности «психология», за четыре победы в третьем дивизионе NCAA попал в Спортивный зал славы колледжа; в 1986 году был удостоен приза лучшему вдохновляющему игроку колледжа.

### Профессиональные клубы
В 1990 году Биллапс провёл сезон в новозеландской регбийной команде провинции Бэй оф Пленти. С 1991 по 1993 годы играл за «Беркли Олд Блюз» из Сан-Франциско, был капитаном команды, в 1992 году выиграл с ней чемпионат США. В 1993 году он уехал в Англию, где играл за команды «Блэкхит» и «Харлекуинс» (игрок сезона 1997/1998 по версии болельщиков). Сыграл 15 матчей за «Харлекуинс»: 13 в чемпионате Англии и 2 в Кубке Хейнекен. Карьеру завершал в валлийских «Ните» и «Понтиприте». Биллапс считается одним из первых американцев, которые заключили профессиональный контракт с английскими регбийными клубами в 1990-е годы, когда регби обрёл профессиональный статус.

### В сборной
В 1989—1993 годах Биллапс был капитаном сборной США по регби-7, сыграв с ней в 1989 году на турнире в Гонконге. 19 июня 1993 года в Виннипеге Биллапс провёл свой первый матч за сборную США против Канады: всего он сыграл 44 матча (в том числе 12 как капитан) и набрал 10 очков благодаря двум попыткам. В 1999 году он выступал на чемпионате мира в Уэльсе, последний матч сыграл 14 октября против Австралии в рамках группового этапа в ирландском Лимерике. Биллапс остаётся рекордсменом среди хукеров США по числу игр за сборную.

### Тренерская карьера
Ещё во время игры за «Понтиприт» Биллапс совмещал выступления с должностью тренера по физподготовке. В 2000 году Биллапс он стал тренером команды по регби в Калифорнийском университете Беркли, совмещая эту работу с работой в тренерском штабе сборной США; в 2003 году возглавил программу по физподготовке команды университета. С 2000 года он был помощником тренера сборной, проработав на Панамериканском чемпионате по регби и во время июньского турне 2001 года сборной Англии по США, а в конце 2001 года официально возглавил сборную США (приступил к работе в январе 2002 года), где работал до 2006 года. Против команд второго и третьего яруса он провёл 20 матчей, одержав 12 побед и потерпев 8 поражений.
В 2003 году команда под его руководством сыграла 13 матчей, победив 7 раз (в том числе 4 раза подряд) и проиграв 6. На Панамериканском чемпионате в августе она заняла 2-е место, а осенью на чемпионате мира в Австралии впервые с 1987 года одержала победу, обыграв команду Японии, и проиграла Фиджи с разницей в одно очко (18:19). В том же году американцы победили канадцев 35:20, что стало их достижением в личных встречах. В 2004 году Биллапс дважды проиграл канадцам с разницей в 3 очка и уступил Франции со счётом 31:39, а в апреле 2006 года покинул сборную США.
Также с 2001 по 2006 годы Биллапс был руководителем программы регби-7 в США, а в 2005 году возглавил сборную на Всемирных играх в Германии. В 2001 году сборная США, составленная из студентов колледжей, совершила турне по Ирландии, выиграв два тест-матча: в команде играли будущие игроки сборной США Корт Шуберт, Мэтт Шерман, Кимбалл Кьяр, Майк Макдональд и Пол Эмерик.
В 2006—2007 годах Биллапс руководил командой Корпуса морской пехоты США. После ухода из сборной США он сосредоточился на работе с регбийной командой Калифорнийского университета Беркли, известной также как «Голден Бэрз»: с 2000 года команда выиграла 12 чемпионатов США по регби-15 и 5 чемпионатов США по регби-7. В 2015 году он был включён в Регбийный зал славы США, а в 2018 году получил премию Крэйга Суини (14-й лауреат по счёту) за большой вклад в игру.